# Crash! Boom! Bang! (Roxette-dal)
A Crash! Boom! Bang! című dal a svéd Roxette 2. kimásolt kislemeze az azonos címet viselő albumról, mely 1994. május 9-én jelent meg. Több európai országban mérsékelt siker volt. Ausztriában, Belgiumban, Finnországban és Svédországban Top 20-as sláger volt. A dal több mint öt hónapig volt slágerlistás 31. helyezett a Német kislemezlistán.

## Kritikák
A Music & Media a dalról ezt írta a dalról: " A dalban használt szavak kissé zavaróak, de ennek ellenére ez egy izléses ballada.

## Videoklip
A dalhoz tartozó klipet Michael Geoghegan ír filmrendező rendezte, aki összesen négy videoklipet készített a duó számára. A klipet Zbigniew Rybczyński lengyel rendező munkája ihlette, és a felvétel egy folytonos felvételből áll, melyben Fredriksson felemelkedik egy kör alakú lépcsőn. Per Gessle elmondta, hogy a videót kétszer kellett rögzíteni technikai problémák miatt, mert az első változatnál probléma volt az audió szinkronizálásával, így az egész videót újra kellett készíteni. A rendező majdnem szívrohamot kapott az újbóli kezdés miatt mert  250.000 £ volt a klip költségvetése.

## Megjelenések
Minden dalt Per Gessle írt.
- 7" & MC Single  Ausztrália EMI 8650847 ·  Európai Unió EMI 8650844 ·  Egyesült Királyság EMI TCEM324 ·  Amerikai Egyesült Államok EMI 4KM-58240

1. "Crash! Boom! Bang!" (Radio Edit) – 4:25
2. "Joyride" (Unplugged Version) – 5:35

- CD Single  Ausztrália·  Európai Unió EMI 8650852

1. "Crash! Boom! Bang!" – 4:25
2. "Joyride" (Unplugged Version) – 5:35
3. "Run to You" (Demo, December 1992) – 3:45

- CD Single  Egyesült Királyság EMI CDEMS324

1. "Crash! Boom! Bang!" – 5:02
2. "Joyride" (7" Version) – 3:59
3. "The Look" – 3:56

- CD Single  Egyesült Királyság EMI CDEM324

1. "Crash! Boom! Bang!" – 4:25
2. "Joyride" (Unplugged Version) – 5:35
3. "Run to You" (Demo) – 3:45
4. "It Must Have Been Love" – 4:18

## Slágerlista
| Slágerlista (1994)                    | Legjobb helyezés |
| ------------------------------------- | ---------------- |
| Australia (ARIA)                      | 73               |
| Ausztria (Ö3 Austria Top 40)          | 19               |
| Belgium (Ultratop 50 Flanders)        | 14               |
| Kanada Top Singles (RPM)              | 27               |
| Europe (Eurochart Hot 100)            | 37               |
| Finland (Suomen virallinen lista)     | 16               |
| Németország (Media Control Charts)    | 31               |
| Iceland (Íslenski Listinn Topp 40)    | 32               |
| Hollandia (Top 40)                    | 23               |
| Hollandia (Single Top 100)            | 23               |
| Új-Zéland (Recorded Music NZ)         | 50               |
| Polish Airplay (ZPAV)                 | 3                |
| Spanish Airplay (AFYVE)               | 1                |
| Svédország (Sverigetopplistan)        | 17               |
| Egyesült Királyság (UK Singles Chart) | 24               |

| Slágerlista (1994)                  | Helyezés |
| ----------------------------------- | -------- |
| Belgian Singles (Ultratop Flanders) | 77       |
| Dutch Top 40                        | 199      |